# Road Trips Volume 3 Number 4
Road Trips Volume 3 Number 4 je koncertní album skupiny Grateful Dead. Album vzniklo ve dnech 6. - 7. května 1980 v State College, Pensylvánie. Album vyšlo 7. září 2010 u Grateful Dead Records.

## Seznam skladeb
| Disk 1 | Disk 1                | Disk 1         | Disk 1 |
| Pořadí | Název                 | Autor          | Délka  |
| ------ | --------------------- | -------------- | ------ |
| 1.     | Jack Straw            | Weir, Hunter   | 7:04   |
| 2.     | Peggy-O               | traditional    | 7:03   |
| 3.     | Me and My Uncle       | Phillips       | 3:08   |
| 4.     | Big River             | Cash           | 5:56   |
| 5.     | Loser                 | Garcia, Hunter | 7:54   |
| 6.     | Cassidy               | Weir, Barlow   | 5:13   |
| 7.     | Row Jimmy             | Garcia, Hunter | 12:02  |
| 8.     | Lazy Lightning        | Weir, Barlow   | 3:40   |
| 9.     | Supplication          | Weir, Barlow   | 4:40   |
| 10.    | Althea                | Garcia, Hunter | 9:26   |
| 11.    | Lost Sailor           | Weir, Barlow   | 6:11   |
| 12.    | Saint of Circumstance | Weir, Barlow   | 6:22   |

| Disk 2 | Disk 2               | Disk 2             | Disk 2 |
| Pořadí | Název                | Autor              | Délka  |
| ------ | -------------------- | ------------------ | ------ |
| 1.     | China Cat Sunflower  | Garcia, Hunter     | 6:06   |
| 2.     | I Know You Rider     | traditional        | 7:10   |
| 3.     | Feel Like a Stranger | Weir, Barlow       | 9:55   |
| 4.     | He's Gone            | Garcia, Hunter     | 13:54  |
| 5.     | The Other One        | Weir, Kreutzmann   | 10:21  |
| 6.     | Rhythm Devils        | Hart, Kreutzmann   | 9:09   |
| 7.     | Space                | Garcia, Lesh, Weir | 3:45   |
| 8.     | Wharf Rat            | Garcia, Hunter     | 10:32  |
| 9.     | Around and Around    | Berry              | 4:08   |
| 10.    | Johnny B. Goode      | Berry              | 4:18   |

| Disk 3         | Disk 3                | Disk 3             | Disk 3 |
| Pořadí         | Název                 | Autor              | Délka  |
| -------------- | --------------------- | ------------------ | ------ |
| 1.             | Shakedown Street      | Garcia, Hunter     | 13:55  |
| 2.             | Bertha                | Garcia, Hunter     | 6:43   |
| 3.             | Playing in the Band   | Weir, Hart, Hunter | 9:22   |
| 4.             | Terrapin Station      | Garcia, Hunter     | 13:14  |
| 5.             | Rhythm Devils         | Hart, Kreutzmann   | 4:39   |
| 6.             | Space                 | Garcia, Lesh, Weir | 4:02   |
| 7.             | Saint of Circumstance | Weir, Barlow       | 6:04   |
| 8.             | Black Peter           | Garcia, Hunter     | 9:39   |
| 9.             | Playing in the Band   | Weir, Hart, Hunter | 3:29   |
| 10.            | Good Lovin'           | (Clark, Resnick    | 7:52   |
| Celková délka: | Celková délka:        | Celková délka:     | 237:03 |

## Sestava
- Jerry Garcia – sólová kytara, zpěv
- Bob Weir – rytmická kytara, zpěv
- Phil Lesh – basová kytara
- Mickey Hart – bicí
- Bill Kreutzmann – bicí
- Brent Mydland – klávesy, zpěv